# Nikołaj Mierkuszkin
Nikołaj Mierkuszkin, ros. Никола́й Ива́нович Мерку́шкин (ur. 5 lutego 1951 w siole Nowyje Wierchissy, rejon insarski) – rosyjski działacz państwowy, polityk.
Ukończył Mordwiński Uniwersytet Państwowy. 
Stał na czele Republiki Mordowia od 22 września 1995 do 10 maja 2012.